# Roots Rockets
Roots Rockets – polski zespół muzyczny wykonujący reggae. Powstał w 2010 roku w Andrychowie z inicjatywy Beniamina Sobańca, początkowo pod nazwą Tybet.
W 2011 roku formacja wygrała Festiwal Treffowisko w Nowym Sączu. W nagrodę zespół otrzymał możliwość nagrania debiutanckiego albumu studyjnego. Rok później grupa zajęła 1. miejsce w festiwalu Nowe Spojrzenie w Bydgoszczy. W międzyczasie grupa pracowała nad pierwszą płytą - Rrewolucja, która ostatecznie trafiła do sprzedaży 11 maja 2013 roku. Tego samego roku muzycy wzięli udział w talent show telewizji Polsat "Must Be the Music. Tylko muzyka", docierając do półfinału.
W 2014 roku zespół dał szereg koncertów w Polsce, w tym m.in. w ramach festiwali Reggae nad Wartą i Reggae Connecting People. 16 kwietnia 2015 roku nakładem wytwórni muzycznej Lou & Rocked Boys ukazał się drugi album studyjny zespołu zatytułowany Marsala 2.0.1.5. Promowana teledyskami do utworów "Tylko ty" i "Odejść ze słońcem" płyta dotarła do 18. miejsca polskiej listy przebojów - OLiS. W 2015 zespół ponownie wziął udział w "Must Be the Music. Tylko muzyka" docierając dzięki dzikiej karcie do finału.

## Dyskografia
|  | Rrewolucja                  | - Data: 11 maja 2013 - Wydawca: Fonografika           | —  |
|  | Marsala 2.0.1.5             | - Data: 16 kwietnia 2015 - Wydawca: Lou & Rocked Boys | 18 |
|  | "—" album nie był notowany. |                                                       |    |

## Teledyski
| Tytuł                          | Rok  | Reżyseria/Realizacja | Album           | Źródło |
| ------------------------------ | ---- | -------------------- | --------------- | ------ |
| "A gdy zgasną światła dnia..." | 2013 | —                    | Rrewolucja      | [ 7 ]  |
| "Tylko ty"                     | 2015 | Łukasz Sztuka        | Marsala 2.0.1.5 | [ 8 ]  |
| "Odejść ze słońcem"            | 2015 | Łukasz Sztuka        | Marsala 2.0.1.5 | [ 9 ]  |